# Малайсари (Майський район)
Малайсари́ (каз. Малайсары) — село у складі Майського району Павлодарської області Казахстану. Адміністративний центр Малайсаринського сільського округу.
Населення — 550 осіб (2021; 692 у 2009, 970 у 1999, 1299 у 1989).
Національний склад станом на 1989 рік:
- казахи — 77 %

До 1994 року село називалось Кірово.